# Ignace de Constantinople
Pour les articles homonymes, voir Saint Ignace.

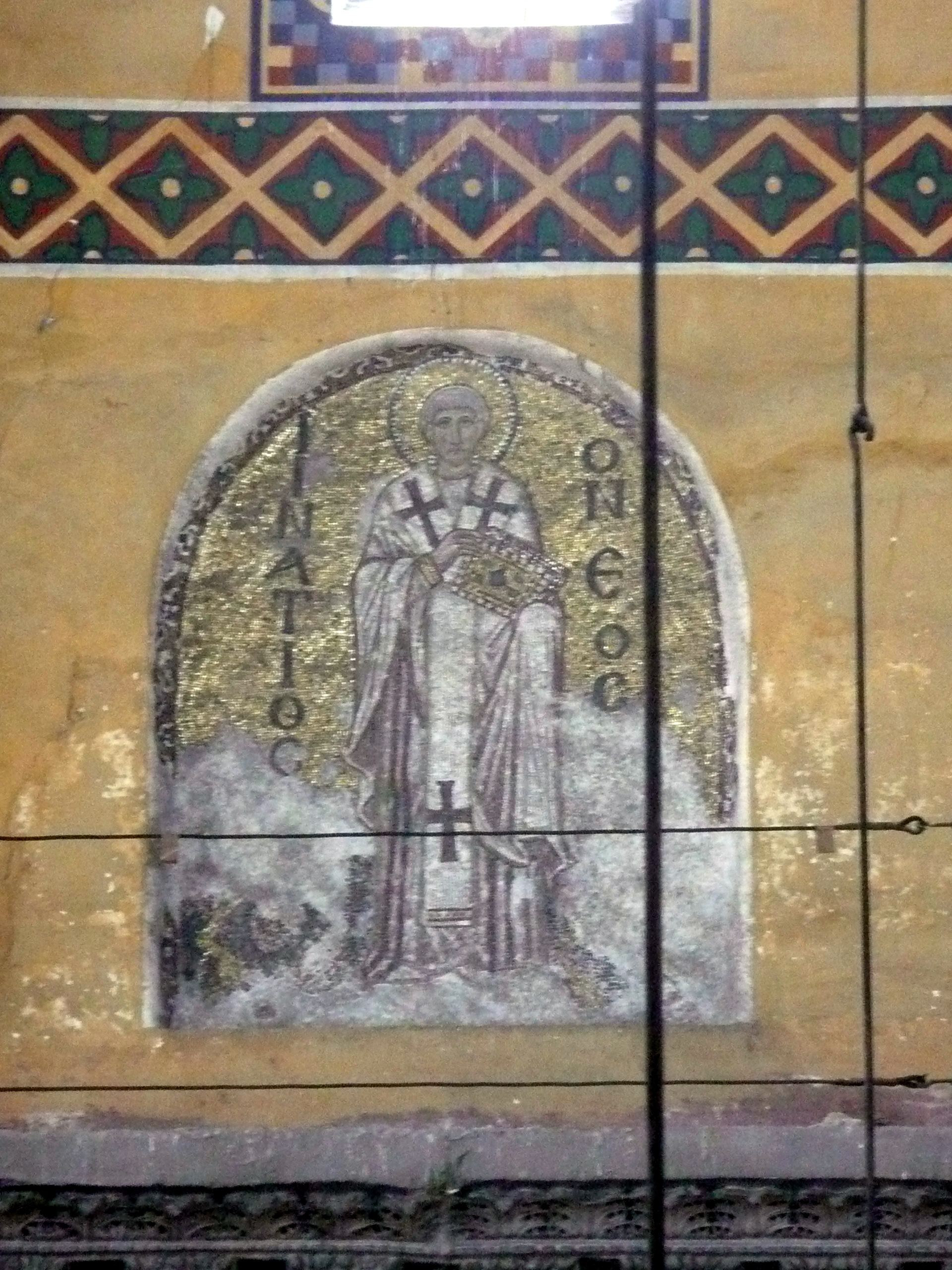
Ignace de Constantinople, mosaïque à Sainte-Sophie.

Ignace de Constantinople, né dans les dernières années du VIIIe siècle, nommé à l'origine Nicétas, fils de l'empereur Michel Rhangabé et petit-fils maternel de Nicéphore Ier, fut un eunuque patriarche de Constantinople du 3 juillet 847 au 23 octobre 858, puis du 23 novembre 867 à sa mort le 23 octobre 877.

## Biographie
La vie d'Ignace de Constantinople a été contée par Nicétas de Paphlagonie dans Vie, document hagiographique exceptionnel dans le sens qu'il s'agit d'une des rares biographies d'eunuques de Byzance qui ait été conservée. L'objectif de Nicétas est de présenter aux futures génération dans une perspective pédagogique la vie d'un saint exemplaire.
Il est le fils de Michel Ier Rhangabé et petit-fils de l'empereur Nicéphore 1er. Son père règne deux ans et est renversé par Léon V. Il est castré et fait eunuque de force quand son père est renversé en juillet 813 par Léon V l'Arménien rejoignant en tant que moine le monastère de l'île des Princes. Cette manœuvre de Léon V avait pour but d'empêcher toute revendication de sa part à l'accession au trône en tant que fils de Michel 1er. Il est le disciple de Théodore Studite et accède à la fonction d'higoumène, puis de patriarche de Constantinople,.
Il ne semble pas, d'ailleurs, si on lit sa Vie, écrite par Nicétas de Paphlagonie, qu'il se soit spécialement opposé à l'iconoclasme. Selon Nicétas, il se dévoue dès les débuts de sa carrière monastique aux écrits concernant les Pères de l'Église. En 847, l'impératrice Théodora le choisit pour succéder au patriarche Méthode : il était soutenu par les moines du monastère de Stoudios, tenants d'une ligne très rigoriste, et suscita rapidement les résistances des éléments plus modérés de l'Église. Ce conflit se cristallisa autour de la déposition de l'archevêque de Syracuse, Grégoire Asbestas ; celui-ci fit appel au pape Léon IV, ce qui causa par ailleurs de nouvelles frictions entre le patriarcat de Constantinople et la papauté, les deux revendiquant la juridiction de la Sicile.
Quand l'impératrice Théodora fut écartée du pouvoir, puis enfermée dans un monastère (856-857), Ignace entra rapidement en conflit avec le nouveau maître du palais, le césar Bardas : il refusa de tonsurer Théodora contre son gré, puis reprocha à Bardas de loger chez lui Eudocie Ingérina, maîtresse du jeune empereur Michel III, enfin refusa de lui donner la communion quand il quitta son épouse pour entretenir une liaison avec la veuve de son fils. Ignace est exilé en 858 dans l'île de Térébinthe ; Michel III provoque sa démission le 23 novembre 858. La désignation du laïc Photios comme patriarche de Constantinople déclenche un schisme dans le clergé grec.
La mise à l'écart d'Ignace et l'élévation de Photios au patriarcat font l'objet du concile Prime-second réuni à Constantinople d'avril à septembre 861, concluant à la validité de la nomination du second au détriment du premier. Les légats du pape Nicolas Ier présents au concile souscrivent à ces conclusions avant que ce dernier ne les désavoue, refusant de reconnaitre Photios ouvrant à une crise entre les patriarcats d'Orient et d'Occident.
Le 23 novembre 867, Basile, après avoir assassiné Bardas, puis Michel III, et s'être proclamé empereur, rétablit Ignace au patriarcat de Constantinople, où il présida en 869 un concile (reconnu comme huitième concile œcuménique par l'Église catholique, mais non reconnu par l'Église orthodoxe), qui condamna Photios comme hérétique et déposa les prêtres qu'il avait ordonnés. Mais Ignace, malgré l'appui que lui avait apporté la papauté pendant son exil en refusant de reconnaître la légitimité de Photios, poursuivit la politique de concurrence avec l'Église latine menée par celui-ci, notamment pour la conversion des Slaves. Après sa mort, le 23 octobre 877, Photios, revenu en grâce, le remplaça, rétablit les clercs déposés en 869 et organisa en 879 un autre concile contradictoire avec le précédent. L'hostilité entre « ignatiens » et « photiens » dura plusieurs décennies.
Si les deux rivaux sont devenus l'un et l'autre des saints de l'Église grecque, l'Église latine, elle, a canonisé Ignace et rejeté fortement Photios, jugé responsable de la division des Églises.
On fête saint Ignace de Constantinople le 23 octobre.

## Condition d'eunuque
Saint Ignace est représenté imberbe dans une mosaïque à Sainte-Sophie, le seul parmi les patriarches à ne pas exhiber de barbe, ce qui est constitutif de son statut d'eunuque.